# Стефан Тодоров (офицер)
Вижте пояснителната страница за други личности с името Стефан Тодоров.
Стефан Тодоров Тодоров е български офицер, подполковник от Генералния щаб, помощник-началник на разузнавателна секция през Балканската (1912 – 1913) и Междусъюзническата война (1913), началник-щаб на 2-ра бригада от 1-ва пехотна софийска дивизия (1915 – 1917) и началник-щаб на 1-ва пехотна софийска дивизия през Първата световна война (1915 – 1918).

## Биография
Стефан Тодоров е роден на 10 август 1874 г. в Лозенград, Османска империя. На 14 юли 1891 г. постъпва на военна служба. През 1895 г. завършва в 16-и випуск на Военното на Негово Княжеско Височество училище, произведен е в чин подпоручик и зачислен в пехотата. През 1898 г. е произведен в чин поручик, през 1900 г. служи в 6-и пехотен търновски полк и на 2 август 1903 г. в чин капитан. През 1906 г. като капитан от 19-и пехотен шуменски е командирован за обучение в Николаевската академия на ГЩ в Санкт Петербург, Русия, което обучение завършва през 1909 г. През 1909 г. е командир на рота от 13-и пехотен рилски полк, а през 1911 г. е командир на рота от 6-и пехотен търновски полк.
По време на Балканската (1912 – 1913) и Междусъюзническата война (1913) капитан Тодоров е помощник-началник на разузнавателна секция, като на 18 май 1913 г. е произведен в чин майор.
През Първата световна война (1915 – 1918) майор Стефан Тодоров първоначално е началник-щаб на 2-ра бригада от 1-ва пехотна софийска дивизия (1915 – 1917), на 30 май 1916 г. е произведен в чин подполковник, а през 1917 г. съгласно заповед № 679 по Действащата армия е награден с Военен орден „За храброст“ IV степен, 1 клас. След това е началник-щаб и на самата дивизия, като за тази служба през 1918 г. съгласно заповед № 679 по Действащата армия е награден с орден „Св. Александър“ IV степен с мечове по средата, която награда е потвърдена със заповед № 355 от 1921 г. по Министерството на войната. Уволнен е от служба на 3 април 1920 г.
По време на военната си кариера служи също така и в 17-и пехотен доростолски полк, като началник-щаб на 4-та пехотна преславска дивизия и като началник-щаб на 6-а пехотна бдинска дивизия.

## Военни звания
- Подпоручик (1895)
- Поручик (1898)
- Капитан (2 август 1903)
- Майор (18 май 1913)
- Подполковник (30 май 1916)

## Образование
- Военно на Негово Княжеско Височество училище (до 1895)
- Николаевска академия на Генералния щаб в Санкт Петербург, Русия (1906 – 1909)

## Награди
- Военен орден „За храброст“ IV степен, 2 клас
- Военен орден „За храброст“ IV степен, 1 клас (1917)
- Орден „Св. Александър“ IV степен с мечове по средата (1918/1912)
- Военен орден „За храброст“ III степен, 2 клас
- Народен орден „За военна заслуга“ V степен на военна лента